# Heikki Aaltoila
Heikki Aaltoila, (11 tháng 12 năm 1905, Hausjärvi - 11 tháng 1 năm 1992, Helsinki) là một nhà soạn nhạc người Phần Lan, người đã có 40 năm chỉ huy dàn nhạc của Nhà hát Quốc gia Phần Lan. Sáng tác được biết đến nhiều nhất của Aaltoila là một điệu valse lãng mạn mang tên Akselin ja Elinan häävalssi (điệu valse đám cưới của Akseli và Elina), ban đầu thuộc về bản nhạc của bộ phim Here, Beneath the North Star (1968). Ông  đã hai lần giành được Giải thưởng Jussi cho phim hay nhất.
Các tác phẩm điện ảnh khác của ông bao gồm nhạc cho Veteraanin voitto, Kvinnan bakom allt và Princess Rose